# 自由玻利维亚运动
自由玻利维亚运动（西班牙語：Movimiento Bolivia Libre，缩写为MBL）是玻利维亚的一个已不存在的中间偏左政党。该党成立于1985年1月15日，解散于2009年7月10日。该党的意识形态是进步主义。该党曾参加圣保罗论坛、拉美加勒比政党常设会议和拉美社会主义协调。